# Phrynocephalus arabicus
Phrynocephalus arabicus là một loài thằn lằn trong họ Agamidae. Loài này được Anderson mô tả khoa học đầu tiên năm 1894.